# Фаворитът 2
„Фаворитът 2“ (на английски: Undisputed II: Last Man Standing) е американски игрален филм от 2006 г. на режисьора Исаак Флорентин. Във филма участва Майкъл Джай Уайт в ролята на Джордж Чеймбърс. По-голямата част от филма е заснета във Враца, като за декор са използвани двора и килиите на Врачанския затвор. 

## Филми от поредицата за „Фаворитът“
Поредицата „Фаворитът“ включва 4 филма:
- „Фаворитът“ (2002)
- „Фаворитът 2“ (2006)
- „Фаворитът 3“ (2010)
- „Бойка: Фаворитът“ (2016)